# Stima preventiva
La stima preventiva è la valutazione dei beni effettuata da società specializzate, che intervengono con sopralluoghi presso il cliente e predispongono una relazione scritta (con aggiornamenti annuali) che poi verrà utilizzata per la copertura. Il costo della stima viene calcolato in percentuale sul valore dei beni da stimare o in forma forfettaria ed è a carico del cliente.
La polizza assicurativa prevede la possibilità che i valori di stima vengano resi espliciti nel contratto, e per convenzione, viene eliminata l'applicazione della regola proporzionale. La stima consente l'inapplicabilità della regola proporzionale ma non costituisce stima accettata: i valori indicati dalla Società che effettua la stima dei beni, non vengono accettati a priori dall'Impresa assicuratrice ma, in caso di danno, si applicano i normali criteri previsti dalla polizza.
I vantaggi nella stipulazione di una polizza con stima preventiva sono la non applicazione della regola proporzionale e una riduzione di tutti i tempi legati alla quantificazione e conseguentemente una liquidazione più veloce.